# Tanbo art
Tanbo art (田んぼアート Tanbo āto?) es el uso artístico de un campo de arroz que es convertido en un lienzo y en el que se cultivan de manera selectiva plantones de arroz de varios colores y que da resultado a una composición que se asemeja a una pintura de gran escala que puede ser vista desde el aire.

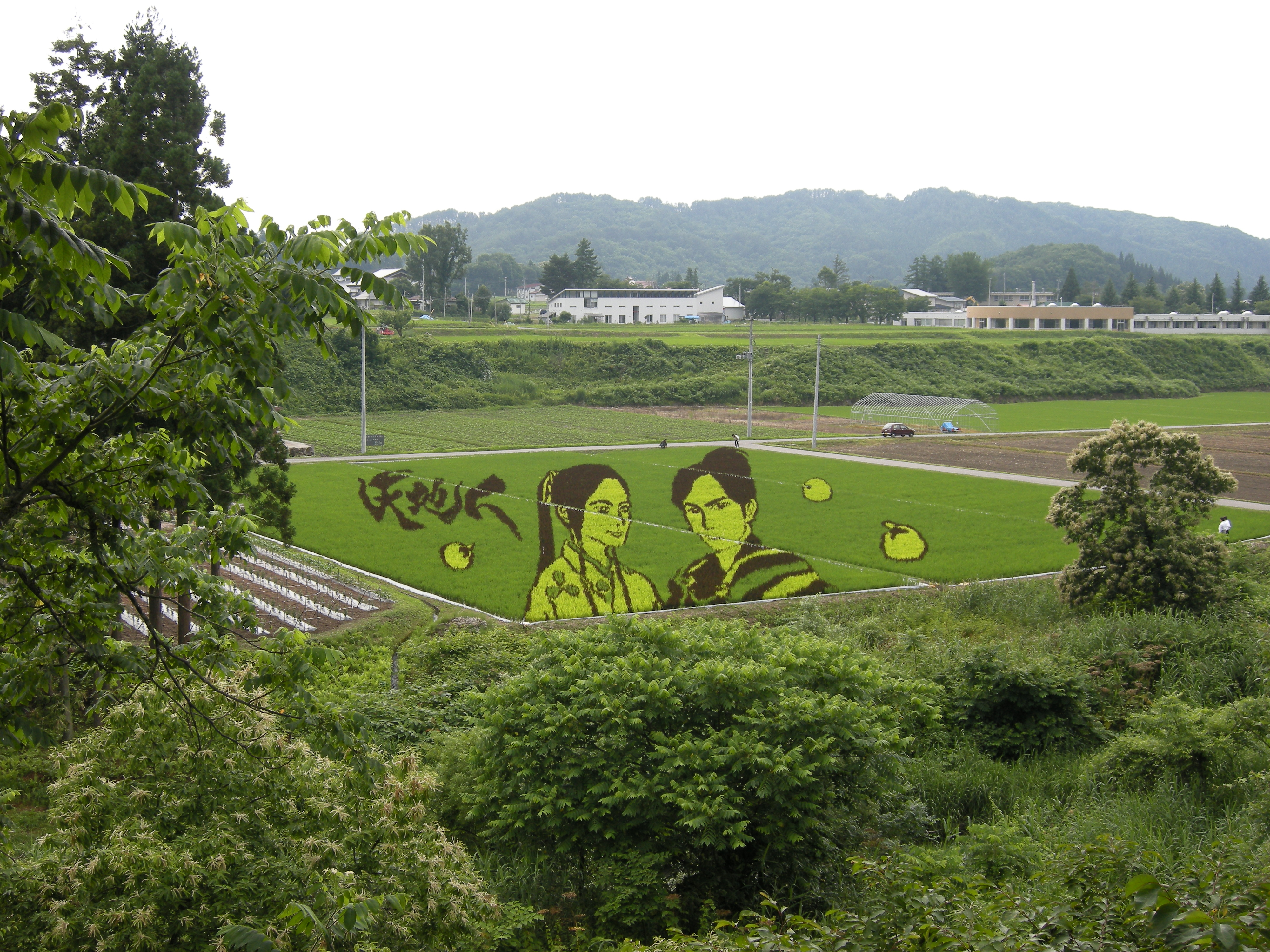
Ejemplo de Tanbo Art en Yamagata.

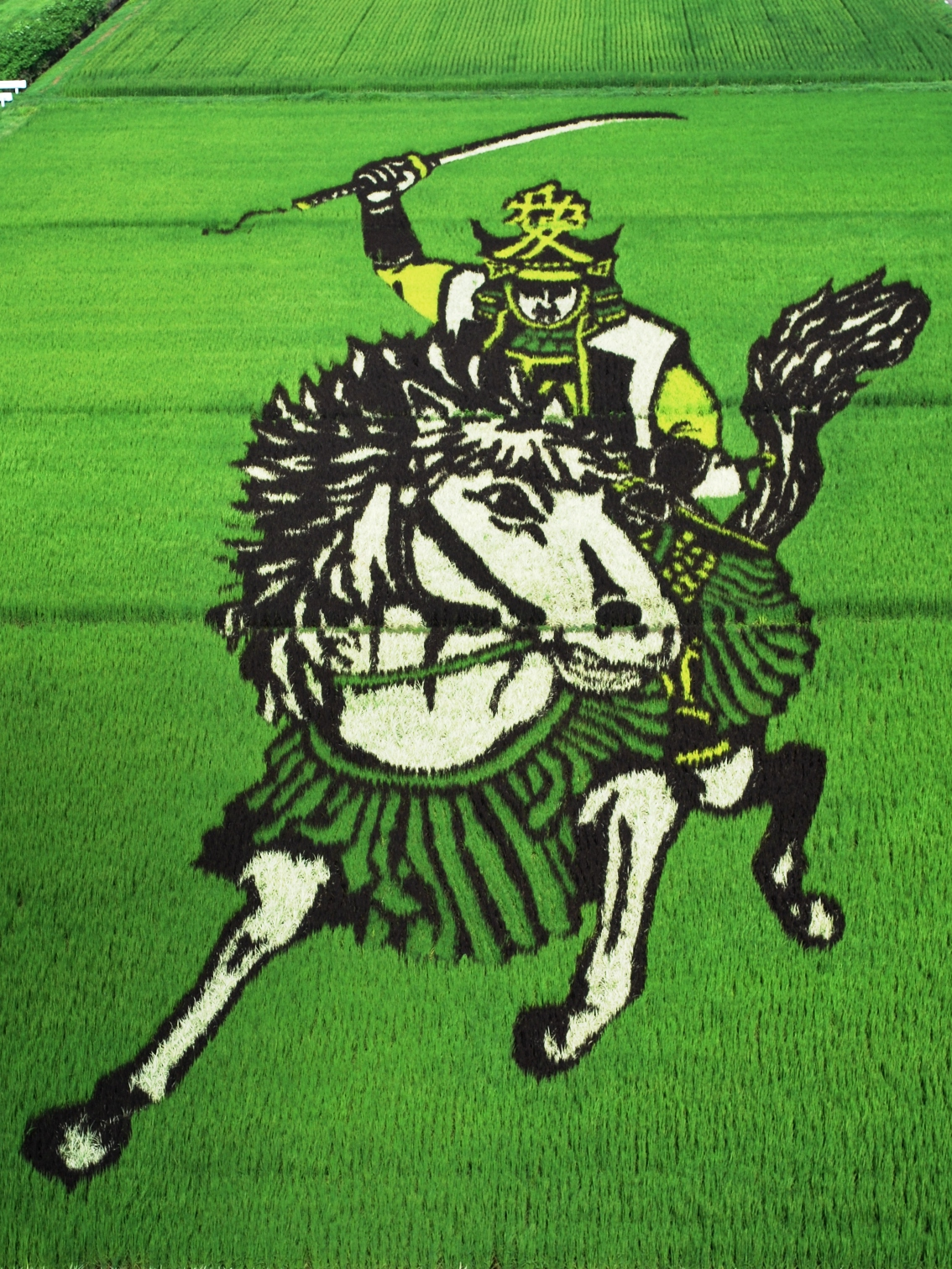
Tanbo art de un samurái de la era Sengoku (tema de 2009).

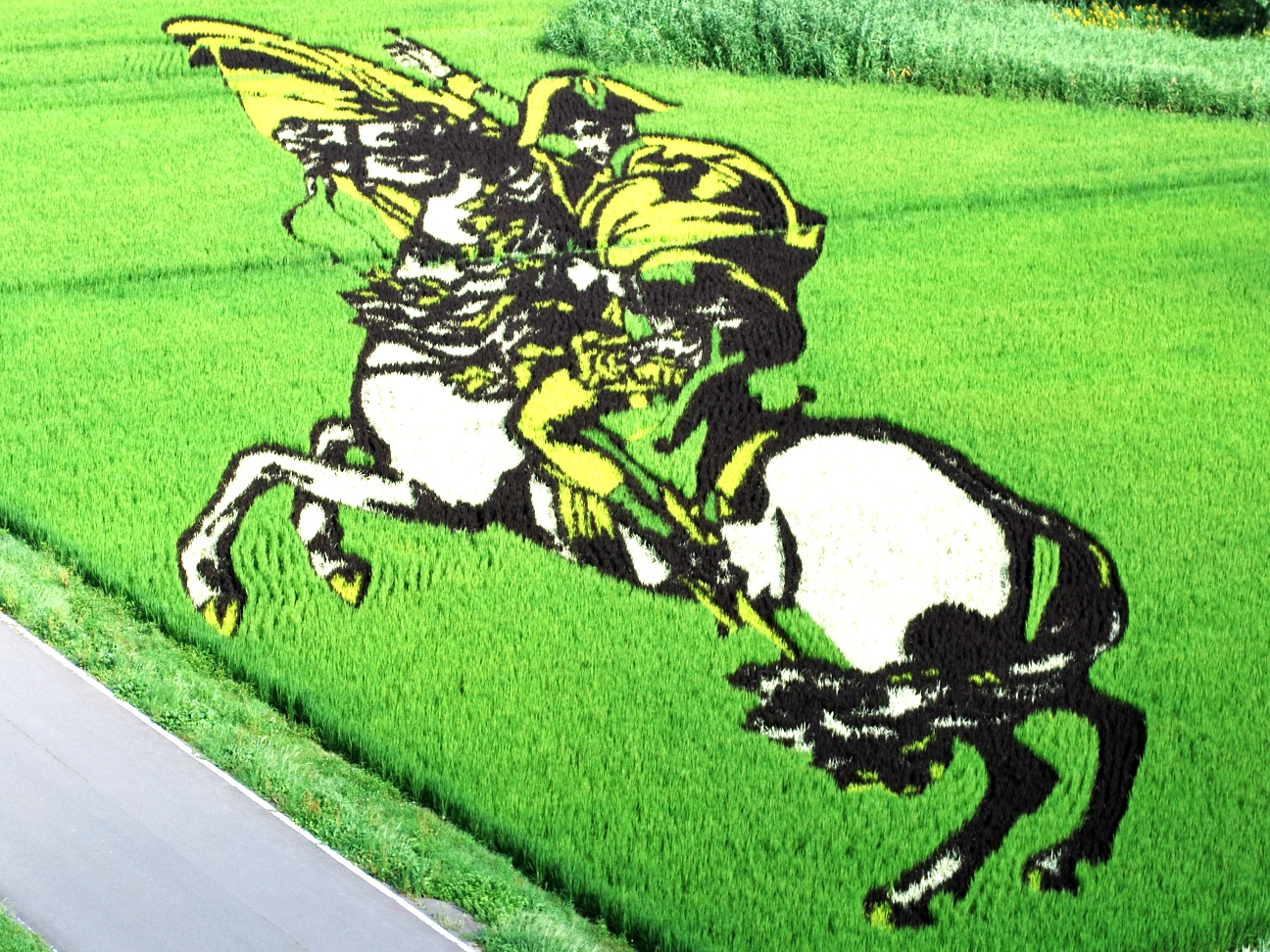
Tanbo art: Napoleón cruzando los Alpes de Jacques-Louis David (tema de 2009).

Esta técnica es promocionada desde 1993 en la villa de Inadakate, distrito de Minamitsugaru, prefectura de Aomori, como un proyecto para revitalizar el turismo local, usando una técnica especial de cultivo de plantones de arroz con diferentes tonalidades para generar el lienzo. El éxito de la técnica ha hecho que anualmente se confeccionen nuevos temas; al igual, otras localidades han decidido aplicar este arte con fines turísticos.
En Inadakate se dispone de un campo de arroz de 1,5 hectáreas exclusivamente para la confección y el proceso de cultivo se hace con dos tipos especiales de arroz (arroz claro y arroz oscuro), que son combinados para generar el efecto de pintura. El cultivo es patrocinado por la oficina municipal de la villa y es la encargada de las visitas anuales al campo de arroz. En 2007 se estimó que 240 000 personas visitaron este campo de arroz.

## Temas anuales
- 2003: Mona Lisa de Leonardo da Vinci
- 2004: Grabados de Shikō Munakata
- 2005: Grabados de Sharaku y de Utamaro
- 2006: Fūjin y Raijin de Tawaraya Sōtatsu
- 2007: La gran ola de Kanagawa y Fuji rojo de Katsushika Hokusai
- 2008: Ebisu y Daikoku
- 2009: Napoleón cruzando los Alpes, de Jacques-Louis David, y Samurái de la era Sengoku
- 2010: Personal militar del Período Heian en la batalla de Koromogawa, Minamoto no Yoshitsune y Benkei
- 2011: El cuento del cortador de bambú
- 2012: Kanō Hōgai - «Hibo Kannon (‘Madre Misericordiosa’) y Acala»: los Siete Dioses de la Fortuna
- 2013: Geisha y Marilyn Monroe, Ultraman
- 2014: Mujer-cisne, Monte Fuji y Sazae-san
- 2015: Lo que el viento se llevó, Star Wars[1]
- 2016: Shin Godzilla,[2] Ishida Mitsunari y Sanada Masayuki de “Sanadamaru”, drama japonés de 2016 para NHK[1]
- 2017: Yamata no Orochi contra Susanoo-no-mikoto, Momotarō[1]
- 2018: Vacaciones en Roma, Osamu Tezuka, el ilustrador de Astro Boy

## Producción
En el mes de abril cada año los aldeanos se reúnen para decidir que plantar cada año. Antes de la siembra, los agricultores realizan diseños por ordenador para averiguar donde y como plantar el arroz. En 2007, setecientas personas ayudaron a plantar arroz. En Inadakate, los campos utilizados son aproximadamente 15 000 metros cuadrados. Esto es posible gracias a los acuerdos realizados con los propietarios, los cuales permiten que se usen sus campos para crear estas imágenes.